# قزل ياتاق
قزل ياتاق هي قرية في مقاطعة ميانة، إيران. عدد سكان هذه القرية هو 136 في سنة 2006.